# ماري إيليزا كينارد
ماري إيليزا كينارد (بالإنجليزية: Mary Eliza Kennard)‏ (1850 - 1936)؛ كاتِبة وروائية بريطانية.